# 남제주 비행기 격납고
남제주 비행기 격납고(南濟州 飛行機 格納庫)는 대한민국 제주특별자치도 서귀포시 대정읍 상모리, 알뜨르 비행장에 있는, 일제강점기에 만들어진 격납고이다. 2002년 5월 31일 대한민국의 국가등록문화재 제39호로 지정되었다.

## 개요
이 시설물은 제주도를 일본군의 출격기지로 건설하려 했음을 보여주는 것으로 이처럼 다량의 군사 시설물이 남아 있는 예는 보기 드물며, 인근에는 일부 활주로 흔적이 남아 있다. 일제의 군사기지로서 한반도 침략사실을 구체적으로 증명할 수 있는 군사시설유적이다.

## 현지 안내문
알뜨르비행장은 일본 해군이 1931년부터 건설하기 시작하였고, 1937년 중일전쟁 초기 폭격기지로 사용하면서 1945년 일본 본토결전 작전준비 비행장으로 이용되었다.
이 시설물은 당시 일본군들이 제주도민들을 강제 동원하여 건설한 전투기 격납고이다. 현재 19기가 원형 그대로 보존되어 있고 1기는 잔재만 남아 있으며, 이 가운데 10기가 국가등록문화재로 등록되었다.
이 유적의 길이는 11.19m, 전면 너비 15.78m, 중심 높이 4.45m, 후면너비 6.85m로서 콘크리트 구조물이며, 2013년에 정비되었다.

## 갤러리

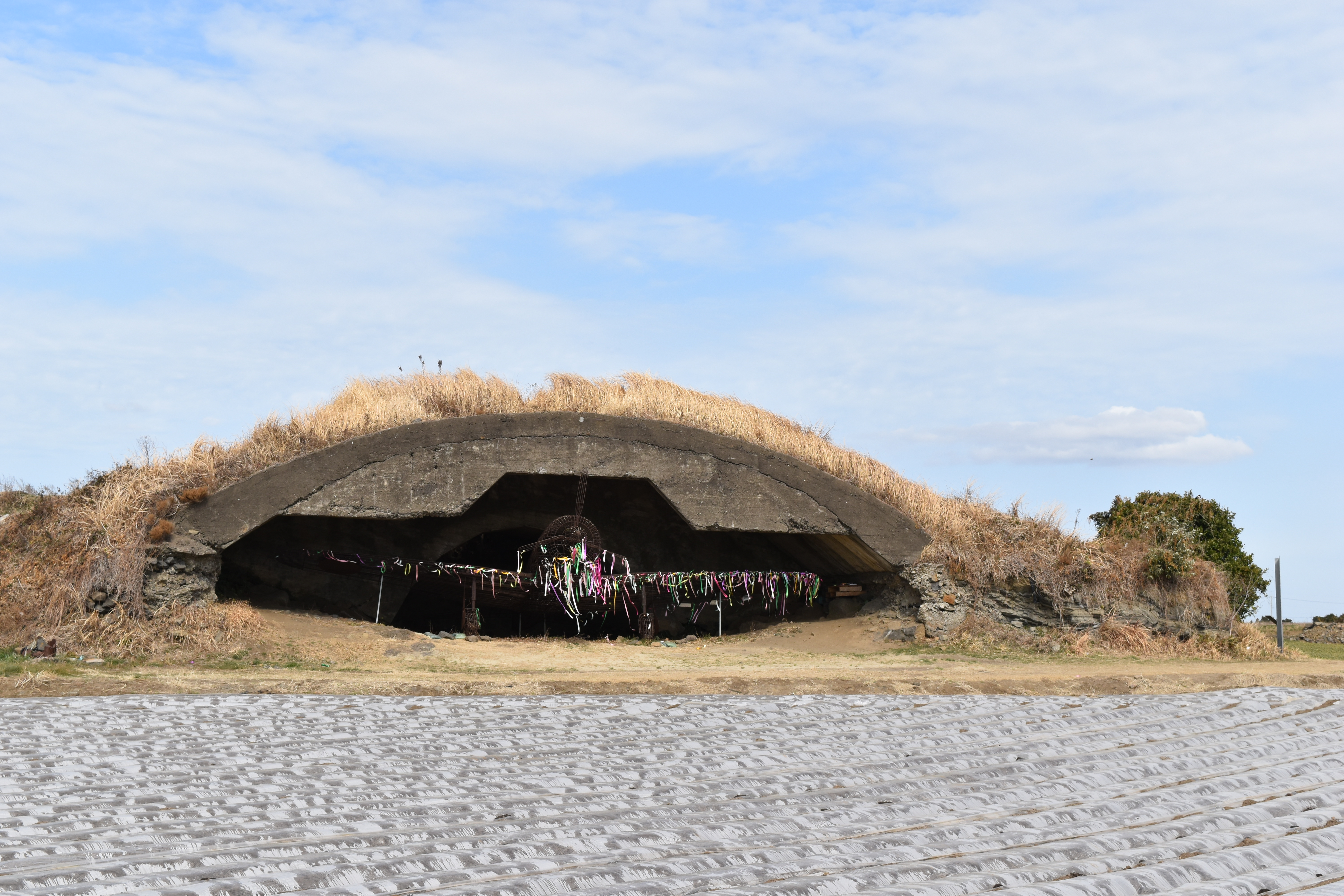

## 같이 보기
- 알뜨르 비행장
- 격납고

## 참고 자료
- 남제주 비행기 격납고 - 국가유산청 국가유산포털